# Francesco Vida
Francesco Vida (Gorizia, 11 settembre 1903 – East London, 1º giugno 1985) è stato uno scialpinista, sciatore di pattuglia militare e dirigente sportivo italiano, nell'ambito del corpo degli alpini, portabandiera azzurro durante la cerimonia di chiusura dei IV Giochi olimpici invernali di Garmisch-Partenkirchen 1936. Fu anche storico dello sci.

## Biografia

### La formazione e gli esordi agonistici
Nato a Gorizia l'11 settembre 1903, Vida entrò nel corpo dei bersaglieri nel 1923. Dal 1925 al 1929 frequentò l'Accademia Militare di Modena e alla fine del corso passò al corpo degli alpini. Nel 1929 iniziò l'attività agonistica nello sci di fondo; nel 1931 venne nominato "istruttore scelto di sci" e nel 1934 "alpinista accademico militare" (dal 1934 al 1992 ce ne sono stati solo 92).
Nel 1934 venne assegnato al Centro addestramento alpino (o "Scuola militare alpina") di Aosta come istruttore. Nel 1935 partecipò con una squadra della Scuola di Aosta al Trofeo Mezzalama, piazzando la sua formazione al secondo posto. Vida, per quanto sia stato un eccellente atleta soprattutto nello sci alpinismo, gareggiò anche nello sci alpino e nello sci di fondo e ancora nel 1969 riuscì a portare a termine in Svezia la storica gara di fondo Vasaloppet nonostante si fosse fratturato una costola.

### Le Olimpiadi del 1936
Dal 1935 al 1938 fu istruttore della Scuola militare centrale di alpinismo, fondata nel 1934 che avrebbe preparato una squadra militare per partecipare ai IV Giochi olimpici invernali di Garmisch-Partenkirchen 1936. Nel 1936 vinse con la squadra della Scuola di Aosta il IV trofeo Mezzalama, una fra le più dure e prestigiose gare di sci alpinismo al mondo, stabilendo il primato della competizione.
Nel febbraio 1936 partecipò con il grado di tenente alle Olimpiadi di Garmisch-Partenkirchen come riserva della squadra di pattuglia militare che vinse la medaglia d'oro. Durante la cerimonia di chiusura fu l'alfiere della rappresentanza nazionale italiana.
Nel suo libro Storia dello sci racconta fin dagli antefatti la vicenda della vittoria italiana ottenuta nella gara di pattuglia militare, disputata come sport dimostrativo e della quale fu testimone diretto:
(Francesco Vida, Storia dello sci)

### L'attività come dirigente sportivo militare
Con il capitano Enrico Silvestri ideò e organizzò nell'estate del 1936 il Nucleo delle pattuglie veloci, che tanta influenza ebbe per lo sviluppo dello sci di fondo in Italia. Classificato nella categoria Azzurri della FISI per la specialità fondo, fu istruttore di sci, roccia e ghiaccio e vinse numerose gare di fondo; nel 1941 venne nominato giudice nazionale per le gare di fondo e di salto.
Nel dopoguerra fu a capo della delegazione militare italiana ai V Giochi olimpici invernali di Sankt Moritz 1948. Nello stesso anno ricostituì la Scuola militare alpina di Aosta, che comandò dal 1º luglio 1948 al 19 novembre 1949. In seguito continuò la carriera militare, fino ad essere promosso al grado di generale.
Dal 1960 al 1969 fece parte della commissione prove nordiche della FISI e, al contempo, fu chiamato a riorganizzare e potenziare l'attività sportiva dell'Associazione Nazionale Alpini (della quale negli anni sessanta fu segretario nazionale generale) ed a costituire lo Sci Club Alpini d'Italia. Nello stesso periodo (dal novembre 1960 al marzo 1969) fu direttore de L'Alpino. È stato anche autore di Storia dello sci (1976), considerata il più completo studio storico sullo sci azzurro dalle origini fino all'anno di edizione, con allegato albo d'oro completo degli atleti italiani.
Vida morì a East London il 1º giugno 1985.

## Opere
- Francesco Vida, La storia dello sci in Italia (1896-1975), Milano, Sole, 1976. 2ª edizione: Milano, Paolo e Giuseppe Rossi Editori, 1980.

## Riconoscimenti
- Premio Emilio De Martino Amore per lo sport 1972[15]